# Maurice Ditisheim

Maurice Ditisheim (1831–1899)

Maurice Ditisheim (* 1831; † 1899) war ein Schweizer Uhrmacher und Unternehmer.

## Leben
Im Jahr 1858 gründete er in La Chaux-de-Fonds ein Uhrenatelier, das schnell zur Manufaktur Maurice Ditisheim heranwuchs und erstmals 1894 Uhren der Marke Vulcain produzierte. Ditisheim war einer der ersten Förderer des MIH (Musée International d’Horlogerie), dem internationalen Uhrenmuseum in La Chaux-de-Fonds. Die Uhrmacherfamilie Ditisheim war 1858 aus Hégenheim in Frankreich nach La Chaux-de-Fonds emigriert. Achille Ditisheim gründete die Uhrenfabrik Movado, Paul Ditisheim gründete Solvil et Titus.